# Nationaal park Bordzjomi-Charagaoeli
Het Nationaal park Bordzjomi-Charagaoeli (Georgisch: ბორჯომ-ხარაგაულის ეროვნული პარკი, bordzjom-charagaoelis erovnoeli parki) is een beschermd gebied in Centraal-Georgië, gelegen ten zuidwesten van de hoofdstad Tbilisi in de Kleine Kaukasus. Het is een van de grootste nationale parken van Europa.
Het nationale park heeft een oppervlakte van ruim 760 km², bijna 1% van het totale grondgebied van Georgië. Het Nationaal park Bordzjomi-Charagaoeli werd opgericht in 1995 en officieel geopend in 2001.
Het bijzondere aan het park is de zeer grote variatie aan geografische en ecologische zones, landschappen, historische monumenten en de rijke flora en fauna. De toeristische infrastructuur ontwikkelt zich de laatste decennia snel.

## Historie
De geschiedenis van het park gaat terug tot de Middeleeuwen, toen het vooral door de aristocratie voor de jacht werd gebruikt. 
Toen Georgië deel van het Russische rijk werd, was de toenmalige gouverneur van Transkaukasië, Michaël Nikolajevitsj van Rusland zo onder de indruk van de pracht van het gebied dat hij er zijn zomerresidentie liet bouwen. Hij legde beperkingen op aan de jacht en aan de houtkap waardoor de basis werd gelegd voor een meer op natuurbescherming gericht beheer van het gebied. 
In 1995, werd het Nationaal Park Bordzjomi-Charagaoeli gesticht met hulp van het WWF en de Duitse regering.

## Milieuproblemen
De Bakoe-Tbilisi-Ceyhan-pijpleiding loopt langs de rand van het gebied en gaat dwars door het stroomgebied van rivieren die onderdeel van het park zijn. Daarom vormt deze pijpleiding een bedreiging voor het park. Verschillende milieugroepen tekenden protest aan, vanwege de aantasting van de ecosystemen bij de aanleg. Bovendien maken frequent optredende aardverschuivingen de pijpleiding potentieel kwetsbaar, waardoor olierampen in het stoomgebied kunnen optreden. Ook wezen ze op de negatieve effecten van de aanleg op waterbronnen die essentieel zijn voor een belangrijk exportproduct: Bordzjomi-mineraalwater. In 2008 brandde ruim 300 ha bos af, hetgeen volgens Georgië een vorm van ecocide was door Rusland.
Nationaal park Algeti ·
Nationaal park Bordzjomi-Charagaoeli ·
Nationaal park Dzjavacheti ·
Nationaal park Eroesjeti ·
Nationaal park Kazbegi ·
Nationaal park Kintrisji ·
Nationaal park Kolcheti ·
Nationaal park Matsjachela ·
Nationaal park Mtirala · Nationaal park Psjavi-Chevsoeretië ·
Nationaal park Tbilisi ·
Nationaal park Toesjeti ·
Nationaal park Vasjlovani